# Kodex kánonů východních církví
Kodex kánonů východních církví (latinsky Codex Canonum Ecclesiarum Orientalium, ve zkratce CCEO) je kodifikace kanonického práva východních katolických církví.

## Příprava první kodifikace
V roce 1917 vyšel Kodex kanonického práva pro latinskou církev. Dne 22. února 1926 na zasedání Kongregace pro východní církve padlo rozhodnutí vydat vlastní zákoník pro všechny východní církve. Papež Pius XI. tyto práce považoval za velmi důležité a sám se v nich angažoval. Přípravy provázely spory, zda má být jeden, nebo více kodexů. Pius XI. se klonil k variantě dvou východních kodexů a vymezoval se proti přílišné inspiraci CIC/1917.
Práce probíhaly dlouho a první celková verze s 2 666 kánony byla v lednu 1948 předána papeži Piu XII. Dílo bylo nazváno Kodex východního kanonického práva (latinsky Codex Iuris Canonici Orientalis, ve zkratce CICO). Čtyři části CICO byly postupně promulgovány Piem XII. Páté Motu proprio o svátostech a o trestech Jan XXIII. v prosinci 1958 nepodepsal kvůli připravovanému koncilu. Z původního návrhu 2 666 kánonů byly promulgovány tři pětiny, v archivu zůstalo 1095 kánonů. Přípravná komise CICO se zabývala interpretací vydaných částí a též vydávání pramenů východního práva.

### Promulgované části CICO
| Motu proprio                  | Promulgace     | Účinnost od        | Počet kánonů | Obsah                                                                         |
| ----------------------------- | -------------- | ------------------ | ------------ | ----------------------------------------------------------------------------- |
| Crebrae allatae sunt          | 22. února 1949 | 2. května 1950     | 131          | O manželství                                                                  |
| Sollicitudinem Nostram        | 6. ledna 1950  | 6. ledna 1951      | 576          | O soudech                                                                     |
| Postquam Apostolicis Litteris | 9. února 1952  | 21. listopadu 1952 | 325          | O mniších a o ostatních řeholnících; O časném majetku církve; O výkladu pojmů |
| Cleri sanctitati              | 2. června 1957 | 15. srpna 1958     | 558          | O východních obřadech; O osobách                                              |

## Kodifikace po druhém vatikánském koncilu
10. června 1972 ustanovil papež Pavel VI. komisi, která měla za úkol sestavit zvláštní kodex východních katolických církví. Kodex byl dokončen v roce 1990 a papež Jan Pavel II. jej 25. října 1990 slavnostně vyhlásil na zasedání biskupského synodu v Římě. Kodex nabyl účinnosti 1. října 1991.

### Novelizace
Kodex byl sedmkrát přímo novelizován.
| Motu proprio                   | Papež         | Datum vydání       | Oficiální český překlad                                     | Změněné kánony                                  |
| ------------------------------ | ------------- | ------------------ | ----------------------------------------------------------- | ----------------------------------------------- |
| Ad tuendam fidem               | Jan Pavel II. | 18. května 1998    | Professio fidei Archivováno 11. 2. 2021 na Wayback Machine. | 598, 1436                                       |
| Mitis et misericors Iesus      | František     | 15. srpna 2015     | Mitis et misericors Iesus                                   | 1357 až 1377                                    |
| Ab initio                      | František     | 21. listopadu 2020 |                                                             | 435 §1, 506 §1                                  |
| Competentias quasdam decernere | František     | 11. února 2022     | Acta ČBK 17                                                 | 489 § 2, 496, 499, 546 § 2, 552 § 1, 1052, 1054 |
| Vocare peccatores              | František     | 20. března 2023    |                                                             | 1152, 1402 až 1467                              |
| Expedit ut iura                | František     | 2. dubna 2023      | nevyšel                                                     | 501 § 2                                         |
| Iam pridem                     | František     | 16. dubna 2023     |                                                             | 66 § 1, 102 §§ 3 a 4, 149, 183 § 1              |